# Pure Music
A Pure Music a Chase harmadik, és egyben tragikus okok miatt utolsó albuma. A második album (Ennea) viszonylagos sikertelenségén okulva a Tiszta Zene szöges irányváltást mutat: feszes tempójú alapokra kristálytiszta trombitaszólamok. Ezzel a zenével a Chase új utakat keresett, de hogy megtalálta volna, azt már sosem tudjuk meg, mivel 1974 augusztus 9-én egy repülőgép-szerencsétlenséggel véget ért a zenekar története.

## Számok listája
1. Weird Song (Bill Chase) – 5:39
2. Run Back to Mama (Bill Chase és Jim Peterik) – 3:13
3. Twinkles (Bill Chase) – 7:14
4. Bochawa (Bill Chase) – 5:51
5. Love is on the Way (Jim Peterik) – 3:30
6. Close up Tight (Bill Chase) – 7:34

## Tagok
- Bill Chase – trombita, szárnykürt
- Jay Sollenberger – trombita
- Joe Morrissey – trombita
- Jim Oatts – trombita
- Dartanyan Brown – basszusgitár, vokál
- Wally Yohn – billentyűs hangszerek
- John Emma – gitár, vokál
- Tom Gordon – dobok
- Jim Peterik – ének